# Inoue Wataru
Wataru Inoue (sinh ngày 7 tháng 8 năm 1986) là một cầu thủ bóng đá người Nhật Bản.

## Sự nghiệp câu lạc bộ
Wataru Inoue đã từng chơi cho Nagoya Grampus, Tokushima Vortis, Zweigen Kanazawa và Kagoshima United FC.